# Frederick Warne & Co
A Frederick Warne & Co é uma editora britânica famosa pelos seus livros para crianças, em particular os de Beatrix Potter, e pela série de livros Observer's Books. A empresa foi fundada em 1965 por Frederick Warne.